# Gaëtan Englebert
Gaëtan Englebert (Liegi, 11 giugno 1976) è un ex calciatore belga, di ruolo centrocampista.

## Palmarès
- Coppe del Belgio: 3

Brugge: 2001/2002, 2003/2004, 2006/2007
- Supercoppe del Belgio: 4

Brugge: 2002, 2003, 2004, 2005
- Campionato belga: 2

Brugge: 2002/2003, 2004/2005